# Pararchinotodelphys gurneyi
Pararchinotodelphys gurneyi is een eenoogkreeftjessoort uit de familie van de Archinotodelphyidae. De wetenschappelijke naam van de soort is voor het eerst geldig gepubliceerd in 1955 door Illg.